# Arhopala kangeana
Arhopala kangeana är en fjärilsart som beskrevs av Engbert Jan Nieuwenhuis 1969. Arhopala kangeana ingår i släktet Arhopala och familjen juvelvingar. Inga underarter finns listade i Catalogue of Life.